# NGC 5513
NGC 5513 é uma galáxia lenticular (S0) localizada na direcção da constelação de Boötes. Possui uma declinação de +20° 24' 56" e uma ascensão recta de 14 horas, 13 minutos e 08,8 segundos.
A galáxia NGC 5513 foi descoberta em 20 de Abril de 1792 por William Herschel.